# Бессон-Силла, Виржини
Вирджини Бессон-Силла (фр. Virginie Besson-Silla, род. 	26 января 1972, Оттава) — французская кинопродюсер и режиссёр.

## Биография
Родилась в Канаде. Родители — дипломаты, в связи с чем детство Вирджини прошло в Африке (Сенегал, Мали), в США и Франции. Окончила Американский университет в Париже по специальности бизнес-администратор. В 1994 году начинает работать под руководством Патрика Ледуа в кинокомпании Gaumont. Здесь принимала участие в создании кинофильмов Люка Бессона «Пятый элемент» и «Жанна д'Арк» (1999). В 1999 году Л.Бессоном была основана кинокомпания «EuropaCorp», куда переходит В.Силла. В 2000 году она здесь создаёт фильм «Ямакаси: Новые самураи». Кинофильм имел успех, собрав более 27 миллионов долларов. В период с 2001 по 2014 год Вирджини Бессон-Силла поставила 16 кинофильмов.

## Семья
28 августа 2004 года Вирджини Силла выходит замуж за кинорежиссёра Люка Бессона. В этом браке у неё рождается трое детей. Сестра Вирджини — французская актриса и кинорежиссёр Карин Силла, муж которой — швейцарский актёр и режиссёр Венсан Перес.

## Фильмография
- 2001: Ямакаси: Новые самураи
- 2002: Шкура ангела (Peau d’ange)
- 2003: Счастье ничего не стоит  (La felicità non costa niente)
- 2004: Точная копия
- 2005: В следующий раз! (Au suivant!)
- 2005: Револьвер
- 2006: Любовь и другие катастрофы
- 2007: Секрет  (Si j'étais toi)
- 2010: Из Парижа с любовью
- 2010: Необычайные приключения Адель
- 2011: Леди
- 2013: Маленькие принцы (Les petits princes)
- 2013: Джек и Механика сердца
- 2013: Малавита
- 2014: Люси
- 2017: Валериан и город тысячи планет

## Дополнения
- О Вирджини Силла (на английском языке)